# Димитрий (Вологодский)
Архиепи́скоп Дими́трий (в миру Дми́трий Матве́евич Волого́дский; 5 ноября 1865, село Рождественское, Енисейский уезд, Енисейская губерния — 23 октября 1937, Минусинск) — епископ Русской православной церкви, архиепископ Минусинский и Усинский.

## Биография

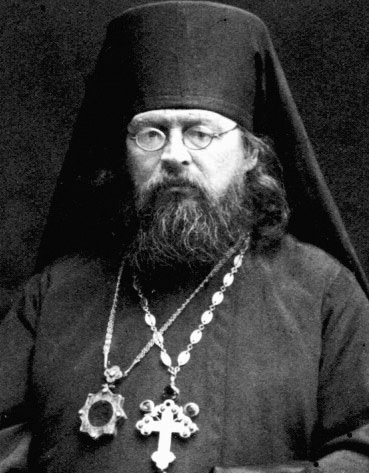

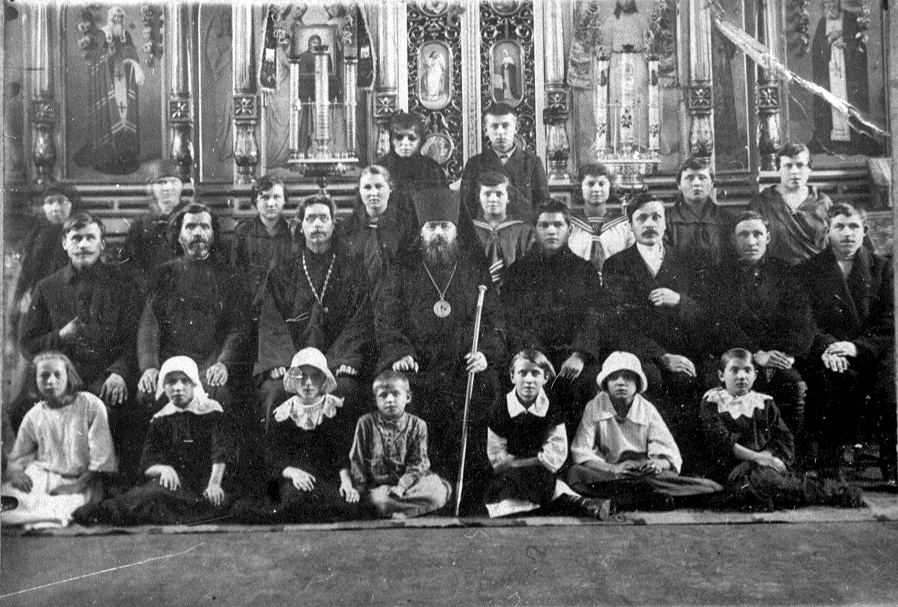
Епископ Димитрий (Вологодский) с прихожанами, начало 30-х годов

Окончил Красноярское духовное училище, затем в 1885 году — Томскую Духовную Семинарию. Женился.
В августе 1887 года рукоположен в сан диакона, а через месяц удостоен иерейского сана.
В январе 1891 года овдовел. В 1896 году окончил Санкт-Петербургскую духовную академию со степенью кандидата богословия.
В августе 1896 года назначен настоятелем Благовещенской церкви в Красноярске.
В октябре 1897 года назначен членом Енисейской Духовной Консистории.
В 1897 году указом Святейшего Синода становится настоятелем Богородице-Рождественского кафедрального собора с присвоением звания протоиерея.
В 1903 году Димитрий Вологодский назначен членом правления Красноярской Духовной Семинарии и членом епархиального отдела Палестинского миссионерского общества.
С 1908 года протоиерей Димитрий — председатель ученого Совета Красноярского Духовного училища, председатель комитета епархиального свечного завода, член строительных комитетов по возведению нового здания семинарии, училища и архиерейского дома.
В 1909 году — смотритель Красноярского духовного училища.
30 октября 1914 года пострижен в монашество, возведён в сан архимандрита и определён смотрителем Пермского духовного училища.
Во время гражданской войны вместе с Белой армией вернулся на родину в Енисейскую губернию.
В октябре 1919 года Совет Красноярской Духовной семинарии избирает его ректором, а через полтора года назначают настоятелем церкви в селе Тигрицкое Минусинского уезда.
В марте 1922 года переведён в Минусинский Серафимо-Покровский женский монастырь. Здесь более двадцати православных общин юга Енисейской губернии и республики Тува избирают Димитрия Вологодского на епископское служение.
После возникновения обновленческого раскола православные верующие обратились с просьбой стать их епископом к твердому в своём служении архимандриту Димитрию (Вологодскому), духовнику Минусинского женского Покровского монастыря. Было решено тайно командировать отца Димитрия в Москву на епископскую хиротонию. Однако, будучи наречённым во епископа Минусинского, архимандрит Димитрий остался не хиротонисан, ведь патриарх Тихон был в заключении. В поисках епископов, могущих совершить таинство хиротонии, он прибыл в город Архангельск, где в то время находились в ссылке архиепископ Верейский Иларион (Троицкий) и епископ Ладожский Иннокентий (Тихонов).
6 (19) мая 1923 года в церкви Архангельского женского монастыря хиротонисан во епископа Минусинского и Усинского. Территория Минусинской епархии включала в себя юга нынешнего Красноярского края и Хакасию.
По прибытии в Минусинск епископ Димитрий собрал вокруг себя больше 50 приходов, при переходе к нему обновленческих священников применял особый чин раскаяния в присутствии молящихся в храме и требовал публичной шестинедельной епитимии. Из 125 приходов Минусинской и Усинской епархии в раскол уклонились 115, затем из них 95 вернулись в Православие.
В 1924 году на владыку было заведено уголовное дело по нескольким статьям Уголовного Кодекса. Ему запретили выезд за пределы Минусинска и совершать богослужение.
Твёрдо держался православия. Когда в 1925 году обновленцы приглашали его и епископа Амфилохия (Скворцова), проживавшего одновременно с ним в Красноярске, оба епископа ответили письмом, в котором объявили собор неканоничным и самочинным и отказались от участия в переговорах, заявив, что «наше соединение с вами возможно только тогда, когда вы отречётесь от своих заблуждений и принесете всенародное покаяние».
Несмотря на все усилия Минусинского обновленческого духовенства удержать паству, их ряды стали покидать даже те, кто на первых порах открыто поддерживал еретиков. К концу двадцатых годов обновленцы полностью утратили своё влияние в Минусинске.
В период с 1928 по 1933 годы заместителем Патриаршего Местоблюстителя митрополитом Сергием (Страгородским) и временным при нём Патриаршим Священным Синодом епископу Димитрию дважды поручается временное управление Красноярской епархией.
В феврале 1930 года его личное имущество описывают за недоимку, а в июне лишают избирательных прав.
26 февраля 1933 года вместе с членами Епархиального совета епископ по необоснованному обвинению органами ОГПУ арестован и осужден на пять лет тюремного режима. Ввиду преклонного возраста арестанта ссылку заменили на пять лет поселения в Томской области.
7 июня 1934 года епископ Димитрий был освобождён от наказания и ссылки ввиду тяжёлой болезни.
4 июля 1935 года владыка был восстановлен правящим архиереем Минусинской епархии. Но даже тогда он не мог открыто совершать богослужения и был вынужден тайно священнодействовать в домах верующих.
17 марта 1936 года возведён в сан архиепископа.
21 апреля 1937 года на архиепископа Димитрия заведено новое уголовное дело, и последовал новый арест. Насколько известно из сохранившихся источников, он стойко держался на допросах, хотя находился в полуголодном состоянии, убедительно отвергал все обвинения в организации публичных молений и антисоветской пропаганде.
В сентябре 1937 года последовал новый арест, а в ноябре его дело оказалось на расследовании в прокуратуре. Окончательного решения так и не было принято. В справке, выданной органами госбезопасности, значилось, что 23 октября 1937 года архиепископ Минусинский и Усинский Димитрий расстрелян на горе Лысухе за городом Минусинском.

## Почитание
В январе 2019 года епископ Никанор (Анфилатов) отмечал, что архиепископ Димитрий «очень многое сделал для Церкви и ее сохранения в 20-30-е годы прошлого столетия. Был дважды арестован и скончался в заключении. Знаю, что подавались документы на его канонизацию. Как только выясним, где они и в каком состоянии — обязательно продолжим работу по прославлению святителя Димитрия». 9 июля 2020 года епископ Никанор обратился к жителям юга Красноярского края, сообщая о том, что «Комиссией по канонизации святых Минусинской епархии Русской Православной Церкви начата работа по прославлению в лике святых Архиепископа Минусинского и Усинского Димитрия (Вологодского) (1865—1937) и настоятеля Петропавловского храма с. Каратуз священника Михаила Щербакова (1857—1918)» и прося «предоставить имеющиеся в вашем распоряжении сведения (документы, рассказы), свидетельствующие об их почитании в наше время, о чудесах и молитвенной помощи по их предстательству».